# Maladera satoi
Maladera satoi är en skalbaggsart som beskrevs av Niijima och Sôichirô Kinoshita 1923. Maladera satoi ingår i släktet Maladera och familjen Melolonthidae. Inga underarter finns listade i Catalogue of Life.